# Bundestagswahlkreis Schwandorf
Der Bundestagswahlkreis Schwandorf (Wahlkreis 233; bis zur Bundestagswahl 2021 Wahlkreis 234) ist ein Wahlkreis in Bayern. Er umfasst die Landkreise Cham und Schwandorf sowie die Gemeinden Brennberg und Wörth an der Donau aus dem Landkreis Regensburg. Der Wahlkreis wurde bisher bei allen Bundestagswahlen von den Direktkandidaten der CSU gewonnen. Der Vorgängerwahlkreis des Wahlkreises Schwandorf war von 1949 bis 1976 der Bundestagswahlkreis Burglengenfeld.

## Wahlergebnisse

### Bundestagswahl 2025
Zur Bundestagswahl 2025 am 23. Februar wurden 9 Direktkandidaten und 17 Landeslisten zugelassen.
| Kandidaten                               | Kandidaten                          | Parteien/Listen     | Erststimmen | Erststimmen | Zweitstimmen | Zweitstimmen |
| Kandidaten                               | Kandidaten                          | Parteien/Listen     | Stimmen     | %           | Stimmen      | %            |
| ---------------------------------------- | ----------------------------------- | ------------------- | ----------- | ----------- | ------------ | ------------ |
|                                          | Martina Englhardt-Kopfgewählt im WK | CSU                 | 77.716      | 42,2        | 72.443       | 39,3         |
|                                          | Marianne Schieder                   | SPD                 | 25.536      | 13,9        | 17.112       | 9,3          |
|                                          | Tina Winklmann                      | GRÜNE               | 7.512       | 4,1         | 9.172        | 5,0          |
|                                          | Ileana-Valeria Pößl                 | FDP                 | 3.426       | 1,9         | 4.927        | 2,7          |
|                                          | Reinhard Mixl                       | AfD                 | 49.700      | 27,0        | 51.974       | 28,2         |
|                                          | Fabian Schmid                       | FREIE WÄHLER        | 13.593      | 7,4         | 14.477       | 7,8          |
|                                          | Tobias Mainka                       | Die Linke           | 4.913       | 2,7         | 6.052        | 3,3          |
|                                          | -                                   | dieBasis            | –           | –           | 509          | 0,3          |
|                                          | -                                   | Tierschutzpartei    | –           | –           | 1.061        | 0,6          |
|                                          | –                                   | Die PARTEI          | –           | –           | 423          | 0,2          |
|                                          | Bianca Heistrüvers                  | ÖDP                 | 1.233       | 0,7         | 681          | 0,4          |
|                                          | -                                   | BP                  | –           | –           | 336          | 0,2          |
|                                          | -                                   | Volt                | –           | –           | 483          | 0,3          |
|                                          | –                                   | PdH                 | –           | –           | 79           | 0,0          |
|                                          | –                                   | MLPD                | –           | –           | 29           | 0,0          |
|                                          | Armin Bachl                         | BÜNDNIS DEUTSCHLAND | 520         | 0,3         | 206          | 0,1          |
|                                          | -                                   | BSW                 | –           | –           | 4.543        | 2,5          |
| Gesamt                                   | Gesamt                              | Gesamt              | 184.149     | 100         | 184.507      | 100          |
|                                          |                                     |                     |             |             |              |              |
| Ungültige Stimmen                        | Ungültige Stimmen                   | Ungültige Stimmen   | 915         | 0,5         | 557          | 0,3          |
| Wähler                                   | Wähler                              | Wähler              | 185.064     | 83,8        | 185.064      | 83,8         |
| Wahlberechtigte                          | Wahlberechtigte                     | Wahlberechtigte     | 220.942     |             | 220.942      |              |
|                                          |                                     |                     |             |             |              |              |
| Quellen: Die Bundeswahlleiterin, Stimmen |                                     |                     |             |             |              |              |

Kursive Direktkandidaten kandidieren nicht für die Landesliste, kursive Parteien treten ohne Landesliste an.

### Bundestagswahl 2021
Zur Bundestagswahl 2021 am 26. September wurden 11 Direktkandidaten und 26 Landeslisten zugelassen.
| Kandidaten                               | Kandidaten                          | Parteien/Listen      | Erststimmen | Erststimmen | Zweitstimmen | Zweitstimmen |
| Kandidaten                               | Kandidaten                          | Parteien/Listen      | Stimmen     | %           | Stimmen      | %            |
| ---------------------------------------- | ----------------------------------- | -------------------- | ----------- | ----------- | ------------ | ------------ |
|                                          | Martina Englhardt-Kopfgewählt im WK | CSU                  | 60.924      | 35,1        | 59.430       | 34,1         |
|                                          | Marianne Schieder                   | SPD                  | 39.615      | 22,8        | 31.209       | 17,9         |
|                                          | Wolfgang Pöschl                     | AfD                  | 23.142      | 13,3        | 23.508       | 13,5         |
|                                          | Ines Tegtmeier                      | FDP                  | 7.341       | 4,2         | 12.650       | 7,3          |
|                                          | Tina Winklmann                      | GRÜNE                | 7.934       | 4,6         | 11.179       | 6,4          |
|                                          | Manfred Preischl                    | DIE LINKE            | 3.043       | 1,8         | 3.394        | 1,9          |
|                                          | Christian Benedikt Schindler        | FREIE WÄHLER         | 27.381      | 15,8        | 25.114       | 14,4         |
|                                          | Sönke Siebold                       | ÖDP                  | 1.747       | 1,0         | 1.034        | 0,6          |
|                                          | -                                   | Tierschutzpartei     | –           | –           | 1.494        | 0,9          |
|                                          | -                                   | BP                   | –           | –           | 877          | 0,5          |
|                                          | –                                   | Die PARTEI           | –           | –           | 782          | 0,4          |
|                                          | -                                   | PIRATEN              | –           | –           | 368          | 0,2          |
|                                          | –                                   | NPD                  | –           | –           | 161          | 0,1          |
|                                          | Constanze Maria Beck                | V-Partei³            | 515         | 0,3         | 165          | 0,1          |
|                                          | –                                   | Gesundheitsforschung | –           | –           | 174          | 0,1          |
|                                          | -                                   | MLPD                 | –           | –           | 10           | 0,0          |
|                                          | –                                   | DKP                  | –           | –           | 13           | 0,0          |
|                                          | Andreas Markus Duschinger           | dieBasis             | 1.846       | 1,1         | 1.538        | 0,9          |
|                                          | –                                   | Bündnis C            | –           | –           | 91           | 0,1          |
|                                          | –                                   | III. Weg             | –           | –           | 101          | 0,1          |
|                                          | -                                   | du.                  | –           | –           | 77           | 0,0          |
|                                          | Thomas Faltermeier                  | LKR                  | 267         | 0,2         | 83           | 0,0          |
|                                          | -                                   | Die Humanisten       | –           | –           | 98           | 0,1          |
|                                          | –                                   | Team Todenhöfer      | –           | –           | 161          | 0,1          |
|                                          | -                                   | UNABHÄNGIGE          | –           | –           | 253          | 0,1          |
|                                          | –                                   | Volt                 | –           | –           | 181          | 0,1          |
| Gesamt                                   | Gesamt                              | Gesamt               | 173.755     | 100         | 174.145      | 100          |
|                                          |                                     |                      |             |             |              |              |
| Ungültige Stimmen                        | Ungültige Stimmen                   | Ungültige Stimmen    | 1.202       | 0,7         | 812          | 0,5          |
| Wähler                                   | Wähler                              | Wähler               | 174.957     | 78,7        | 174.957      | 78,7         |
| Wahlberechtigte                          | Wahlberechtigte                     | Wahlberechtigte      | 222.424     |             | 222.424      |              |
|                                          |                                     |                      |             |             |              |              |
| Quellen: Die Bundeswahlleiterin, Stimmen |                                     |                      |             |             |              |              |

### Bundestagswahl 2017
Zur Bundestagswahl 2017 am 24. September wurden 8 Direktkandidaten und 21 Landeslisten zugelassen.
| Direktkandidat      | Partei               | Erststimmen in % | Zweitstimmen in % |
| ------------------- | -------------------- | ---------------- | ----------------- |
| Karl Holmeier       | CSU                  | 48,5             | 41,4              |
| Marianne Schieder   | SPD                  | 24,2             | 16,2              |
| Tina Winklmann      | GRÜNE                | 03,9             | 04,5              |
| Ines Tegtmeier      | FDP                  | 04,6             | 06,6              |
| –                   | AfD                  | 0–               | 17,4              |
| Marius J. Brey      | Die Linke            | 05,0             | 04,6              |
| Frank Aumeier       | FREIE WÄHLER         | 09,7             | 05,1              |
| –                   | PIRATEN              | 0–               | 00,3              |
| Stefan Scheingraber | ÖDP                  | 02,3             | 00,9              |
| –                   | BP                   | 0–               | 01,0              |
| –                   | NPD                  | 0–               | 00,4              |
| –                   | Tierschutzpartei     | 0–               | 00,8              |
| –                   | MLPD                 | 0–               | 00,0              |
| –                   | Büso                 | 0–               | 00,0              |
| –                   | BGE                  | 0–               | 00,1              |
| –                   | DiB                  | 0–               | 00,1              |
| –                   | DKP                  | 0–               | 00,0              |
| –                   | DM                   | 0–               | 00,1              |
| –                   | Die PARTEI           | 0–               | 00,4              |
| –                   | Gesundheitsforschung | 0–               | 00,1              |
| –                   | V-Partei³            | 0–               | 00,1              |
| Ewald Ehrl          | Einzelbewerber       | 01,8             | 0–                |

### Bundestagswahl 2013

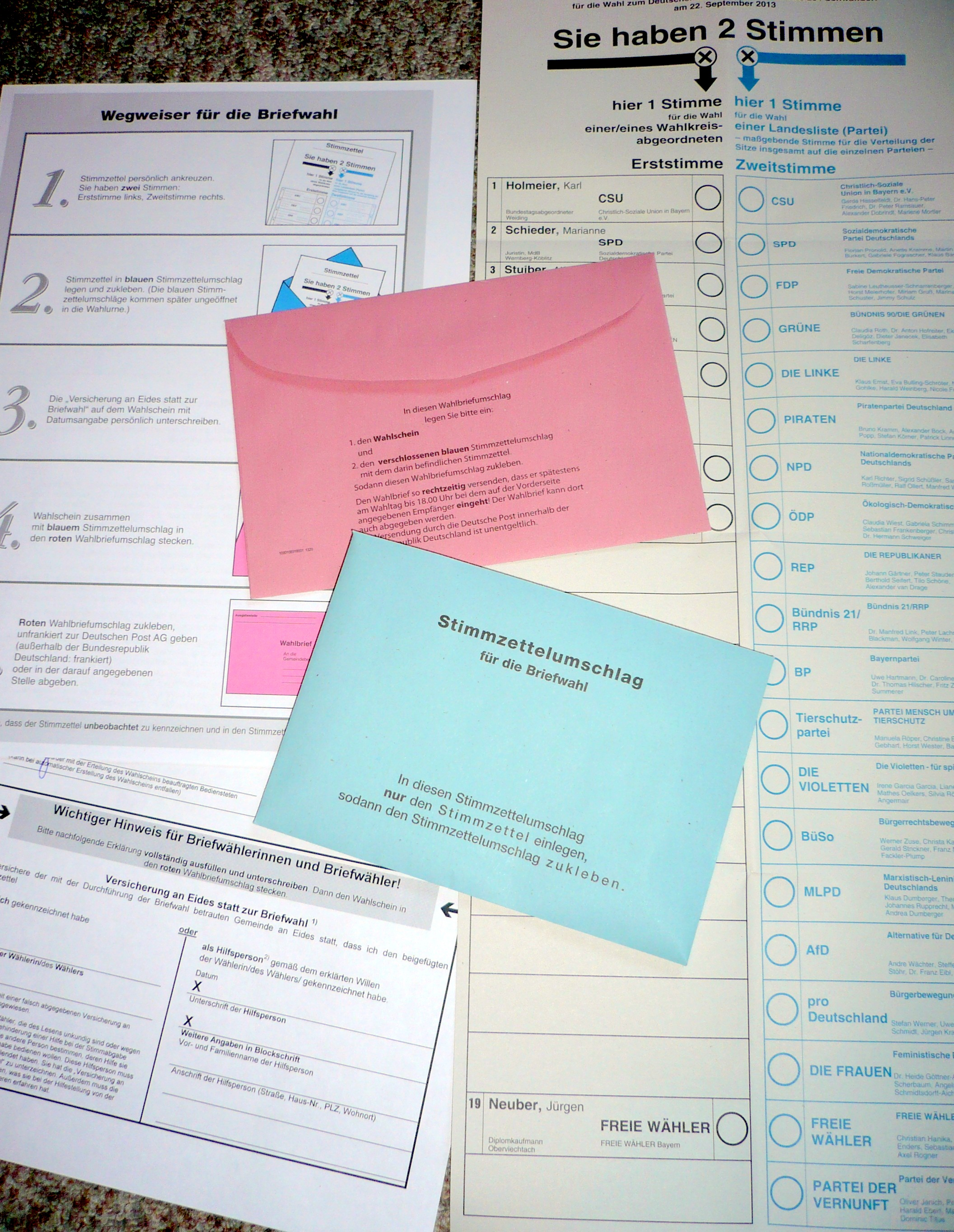
Stimmzettel zur Bundestagswahl 2013 im Wahlkreis Schwandorf

| Direktkandidat        | Partei       | Erststimmen in % | Zweitstimmen in % |
| --------------------- | ------------ | ---------------- | ----------------- |
| Karl Holmeier         | CSU          | 57,7             | 54,7              |
| Marianne Schieder     | SPD          | 24,8             | 19,4              |
| Alfred Johann Stuiber | FDP          | 01,7             | 03,4              |
| Reinhold Schmalzbauer | GRÜNE        | 03,2             | 04,2              |
| Georg Kaschner        | Die Linke    | 02,7             | 03,2              |
| –                     | PIRATEN      | 0–               | 01,5              |
| Harald Merl           | NPD          | 01,5             | 01,2              |
| Wolfgang Meischner    | ÖDP          | 01,5             | 01,1              |
| –                     | AfD          | 0–               | 03,3              |
| Jürgen Neuber         | Freie Wähler | 04,7             | 04,9              |
|                       | Sonstige     | 0–               | 03,0              |

### Bundestagswahl 2009
| Direktkandidat           | Partei                | Erststimmen in % | Zweitstimmen in % | Bundestagswahl 2005 Zweitstimmen in % |
| ------------------------ | --------------------- | ---------------- | ----------------- | ------------------------------------- |
| Karl Holmeier            | CSU                   | 51,3             | 47,2              | 53,4                                  |
| Marianne Schieder        | SPD                   | 24,2             | 17,5              | 26,3                                  |
| Stefan Christoph         | Bündnis 90/Die Grünen | 04,5             | 06,0              | 03,8                                  |
| Erich Bauer              | FDP                   | 07,8             | 11,7              | 07,0                                  |
| –                        | REP                   | 0–               | 00,8              | 01,0                                  |
| Peter Klaus Brüsemeister | Die Linke             | 06,6             | 08,0              | 03,8                                  |
| Ewald Ehrl               | NPD                   | 02,4             | 02,1              | 02,4                                  |
| –                        | PBC                   | 0–               | 00,1              | 00,2                                  |
| –                        | BP                    | 0–               | 00,9              | 00,8                                  |
| –                        | ödp                   | 02,0             | 01,6              | 0–                                    |
| –                        | PIRATEN               | 0–               | 01,6              | 0–                                    |
| –                        | BüSo                  | 0–               | 00,0              | 00,1                                  |
| –                        | FAMILIE               | 0–               | 00,9              | 00,8                                  |
| –                        | MLPD                  | 0–               | 00,0              | 00,0                                  |
| Alois Späth              | unabhängig            | 00,7             | 0–                | 0–                                    |
| Reinhold Kiehl           | unabhängig            | 00,4             | 0–                | 0–                                    |
| –                        | Die Tierschutzpartei  | 0–               | 00,7              | 0–                                    |
| –                        | RRP                   | 0–               | 00,5              | 0–                                    |
| –                        | CM                    | 0–               | 00,2              | 00,0                                  |
| –                        | DIE VIOLETTEN         | 0–               | 00,1              | 0–                                    |

## Wahlkreissieger seit 1949
| Wahl | Name                   | Partei |
| ---- | ---------------------- | ------ |
| 1949 | Karl Kahn              | CSU    |
| 1953 | Karl Kahn              | CSU    |
| 1957 | Hans Drachsler         | CSU    |
| 1961 | Hans Drachsler         | CSU    |
| 1965 | Alois Niederalt        | CSU    |
| 1969 | Dionys Jobst           | CSU    |
| 1972 | Dionys Jobst           | CSU    |
| 1976 | Dionys Jobst           | CSU    |
| 1980 | Dionys Jobst           | CSU    |
| 1983 | Dionys Jobst           | CSU    |
| 1987 | Dionys Jobst           | CSU    |
| 1990 | Dionys Jobst           | CSU    |
| 1994 | Dionys Jobst           | CSU    |
| 1998 | Klaus Hofbauer         | CSU    |
| 2002 | Klaus Hofbauer         | CSU    |
| 2005 | Klaus Hofbauer         | CSU    |
| 2009 | Karl Holmeier          | CSU    |
| 2013 | Karl Holmeier          | CSU    |
| 2017 | Karl Holmeier          | CSU    |
| 2021 | Martina Englhardt-Kopf | CSU    |

## Wahlkreisgeschichte
| Wahl      | Wahlkreisname      | Gebiet |
| --------- | ------------------ | --- |
| 1949      | 20 Burglengenfeld  | Stadt Schwandorf, Landkreis Burglengenfeld, Landkreis Roding, Landkreis Beilngries, Landkreis Parsberg, Landkreis Riedenburg                                                                         |
| 1953–1961 | 215 Burglengenfeld | Stadt Schwandorf, Landkreis Burglengenfeld, Landkreis Roding, Landkreis Beilngries, Landkreis Parsberg, Landkreis Riedenburg                                                                         |
| 1965–1972 | 219 Burglengenfeld | Stadt Schwandorf, Landkreis Cham, Landkreis Burglengenfeld, Landkreis Nabburg, Landkreis Oberviechtach, Landkreis Roding, Landkreis Waldmünchen, Landkreis Vohenstrauß, Landkreis Neunburg vorm Wald |
| 1976–1998 | 220 Schwandorf     | Landkreis Schwandorf, Landkreis Cham |
| 2002–2005 | 235 Schwandorf     | Landkreis Schwandorf, Landkreis Cham |
| 2009–2017 | 234 Schwandorf     | Landkreis Schwandorf, Landkreis Cham |
| 2021      | 234 Schwandorf     | Landkreis Schwandorf, Landkreis Cham sowie die Gemeinden Brennberg und Wörth an der Donau aus dem Landkreis Regensburg                                                                               |
| 2025–     | 233 Schwandorf     | Landkreis Schwandorf, Landkreis Cham sowie die Gemeinden Brennberg und Wörth an der Donau aus dem Landkreis Regensburg                                                                               |